# ミルカ型フリゲート
| ミルカ型フリゲート | ミルカ型フリゲート      |
| ------------------ | ----------------------- |
|                    |                         |
| 艦級概観           |                         |
| 艦種               | 3等警備艦（SKR）        |
| 艦名               | 番号名等                |
| 所属               | ソ連バルト・黒海艦隊    |
| 前級               | 159型（ペチャ型）       |
| 次級               | 1159型（コニ型; 2等艦） |

ミルカ型フリゲート（ミルカがたフリゲート、英語: Mirka class frigate）は、ソビエト連邦海軍が運用していた警備艦（SKR）の艦級に対して付与されたNATOコードネーム。ソ連海軍での正式名は35型警備艦（Сторожевые корабли проекта 35）であった。また、ミサイル艇と共にコルベットに分類されている場合もある。
原型と改良型があり、それぞれ35型（ミルカ-I型）、35M型（ミルカ-II型）と称される。

## 概要

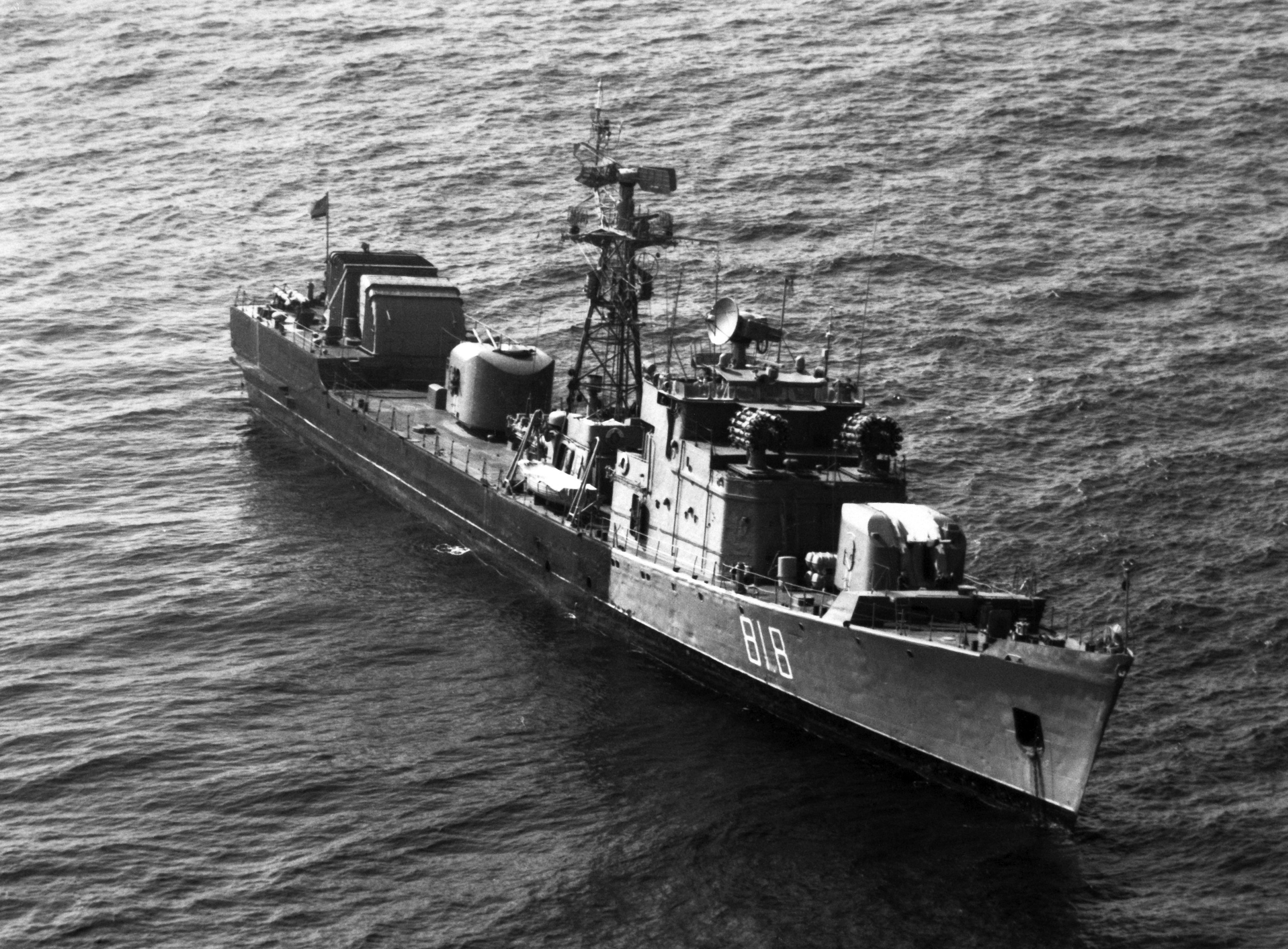
艦首右舷側からの写真。

ソ連は、前級ペチャ型フリゲートにおいて、初めてガスタービンエンジンを導入した。本級では、その改良型のエンジンを搭載し、ディーゼルエンジンの出力も2倍として、燃費と航続距離の改善も図った改良型として並行建造されることとなり、1964 - 67年に18隻が竣工した。
建造当初の艦容は、鋭い艦首から76.2mm連装砲1基、箱型艦橋の左右前端に1基ずつ対潜ロケット砲、艦橋上にあったマストを後方に下げ船体上に直接接続し、それを真ん中に挟んで前後に魚雷発射管を中央線上に1 - 2基、その後に76.2mm連装砲1基、排煙ないし吸気孔が2本前後に並び、左右に対潜ロケット砲、艦尾が一段盛り上がって曳航ソナーが装備されるというものであった。その後の改装で、大きく2タイプに分類されるようになった。
35型 (ミルカ-I型)
9 - 10隻が改装。400mm 5連装魚雷発射管×1基、RBU-6000対潜ロケット砲×4基を装備。
35-M型 (ミルカ-II型)
8 - 9隻が改装。400mm 5連装魚雷発射管×2基、RBU-6000対潜ロケット砲×2基を装備。また、高周波のディッピングソナーとスリム・ネット対空レーダーを搭載。
本級は、また、全てカリーニングラードの沿バルト海造船工場「ヤンターリ」造船所で建造され、バルチック艦隊（12 - 13隻）と黒海艦隊（5 - 6隻）に配置され、その他の艦隊には配置されなかった。全て旧ソ連邦海軍で運用されており、同盟諸国に貸与された艦はなかった。なお、本級を発展させたコニ型フリゲートでは少し艦容が大きくなり、14隻が就役して、全て同盟諸国に対し輸出された。
本級は、1989 - 92年にかけて、ほぼ全艦が退役した。本級を含めた1000 - 2000トン級フリゲートの直接の後継艦として、ゲパルト型フリゲートが開発されたが、配備は遅延している。
なお、黒海艦隊に配置されたSKR-6は、1988年2月12日、黒海のクリミア半島沖で領海12海里の通過を巡って、アメリカ海軍のスプルーアンス級駆逐艦「カロン」（en）と衝突事件を起こした。この際、本艦と同行したクリヴァク型フリゲート「ベズザトヴェートヌィイ」は、タイコンデロガ級ミサイル巡洋艦「ヨークタウン」と衝突した。

## 性能要目
|          | 35型 ミルカ-I型                                   | 35-M型 ミルカ-II型                  |
| -------- | ------------------------------------------------- | ----------------------------------- |
| 就役開始 | 1964年                                            | 1965年                              |
| 建造数   | 9隻                                               | 9隻                                 |
| 排水量   | 基準: 950 t                                       | 基準: 950 t                         |
| 排水量   | 満載：1150 t                                      |                                     |
| 全長     | 81.8 m                                            | 81.8 m                              |
| 全幅     | 9.2 m                                             | 9.2 m                               |
| 吃水     | 2.9 m                                             | 2.9 m                               |
| 機関     | CODAG方式, 2軸推進                                | CODAG方式, 2軸推進                  |
| 機関     | M-2Bガスタービンエンジン×2基（30,000 hp (22 MW)） |                                     |
| 機関     | 61Bディーゼルエンジン×2基（12,000 hp (8.9 MW)）   |                                     |
| 速力     | 最大: 30 kt                                       | 最大: 30 kt                         |
| 航続距離 | 4,800nmi / 10kt                                   | 4,800nmi / 10kt                     |
| 航続距離 | 500nmi / 30kt                                     |                                     |
| 乗員     | 98名                                              | 98名                                |
| 兵装     | AK-726 76.2mm連装砲×2基                           | AK-726 76.2mm連装砲×2基             |
| 兵装     | RBU-6000 12連装対潜ロケット砲×4基                 | RBU-6000 12連装対潜ロケット砲×2基   |
| 兵装     | 159型 400mm五連装魚雷発射管×1基                   | 159A型 400mm五連装魚雷発射管×2基    |
| C4I      | プランシェート59戦術情報処理装置                  | プランシェート59戦術情報処理装置    |
| レーダー | 「フートN」対空・対水上捜索用                     | MR-302「フートB」対空・対水上捜索用 |
| レーダー | ドン-2 航法                                       |                                     |
| レーダー | 「ヤコール」砲射撃指揮                            |                                     |
| ソナー   | MG-312「チタン」船底装備式                        | MG-312「チタン」船底装備式          |
| ソナー   | －                                                | MG-311「ヴィーチェグダ」可変深度式  |

## 同型艦一覧
| 艦型 | 艦名    | 竣工年         | 除籍解体年     | 備考                                 |
| ---- | ------- | -------------- | -------------- | ------------------------------------ |
| 35   | SKR-39  | 1964年12月16日 | 1990年4月19日  |                                      |
|      | SKR-20  | 1964年12月25日 | 1989年04月05日 |                                      |
|      | SKR-7   | 1964年12月29日 | 1987年08月01日 |                                      |
|      | SKR-32  | 1964年12月29日 | 1989年05月04日 |                                      |
|      | SKR-86  | 1964年12月31日 | 1990年04月19日 |                                      |
|      | SKR-49  | 1965年06月25日 | 1990年04月19日 | ИВАН СЛАДКОВと改名                   |
|      | SKR-53  | 1965年08月31日 | 1990年04月19日 | 黒海艦隊                             |
|      | SKR-24  | 1965年09月30日 | 1990年04月19日 |                                      |
|      | SKR-83  | 1966年03月09日 | 1991年06月24日 | 60 лет КОЛМСОМОЛУ БЛОРУССИИと改名    |
|      | SKR-84  | 1966年05月19日 | 1992年12月31日 | 黒海艦隊                             |
|      | SKR-48  | 1966年05月19日 | 1990年04月19日 | 黒海艦隊                             |
|      | SKR-12  | 1966年05月30日 | 1992年12月31日 |                                      |
|      | SKR-19  | 1966年06月30日 | 1992年12月31日 |                                      |
|      | SKR-35  | 1966年08月30日 | 1990年04月19日 | ГАНГУТЕЦと改名                       |
|      | SKR-6   | 1966年11月30日 | 1990年08月01日 | 黒海艦隊USS Caron (DD-970)と衝突事件 |
|      | SKR-13  | 1966年12月28日 | 1991年06月24日 | 黒海艦隊                             |
|      | SKR-90  | 1967年05月30日 | 1990年04月19日 |                                      |
|      | SKR-117 | 1967年06月29日 | 1990年04月19日 | 黒海艦隊                             |